# Oleg Zhukov
Oleg Zhukov (* 1980 in Odessa) ist ein ukrainischer Schauspieler und Regisseur.

## Leben und Karriere
Oleg Zhukov kam 1994 nach Deutschland und absolvierte später eine Ausbildung zum Bewegungspädagogen. 2002 gab er sein Bühnendebüt am Theater Oberhausen. Weitere Stationen seiner Bühnenlaufbahn waren das Freie Werkstatt Theater in Köln, die Berliner Sophiensäle, das Düsseldorfer Forum Freies Theater sowie die Theater in Bonn, Koblenz und Aachen. 2011 spielte Zhukov am Opernhaus Zürich in dem Stück Die Nase unter der Regie von Peter Stein.
Als Regisseur inszeniert Zhukov seit 2006 im Theater Arbeit Duisburg und arbeitet dabei neben anderen mit jugendlichen Strafgefangenen zusammen. Für den Literaturwettbewerb In Zukunft des Westfälischen Landestheaters schrieb Oleg Zhukov das Bühnenstück Nordstadt. 2012 gründete er gemeinsam mit Kornelius Heidebrecht und Martin Kloepfer das Theaterkollektiv Subbotnik, eine deutsch-ukrainische Plattform für Theater. Subbotnik wurde 2013 mit dem Förderpreis der Stadt Düsseldorf für darstellende Kunst ausgezeichnet. Ihre Arbeiten sind am FFT Düsseldorf, studiobühneköln, Schauspiel Köln, Theater an der Ruhr, Schauspiel Leipzig und Nationaltheater Mannheim zu sehen.
Gelegentlich arbeitet Oleg Zhukov auch vor der Kamera. Neben einigen Kurzfilmen sowie Diplom- und Abschlussfilmen sah man ihn in vier Tatort-Episoden und in einer Folge der Serie Familie Dr. Kleist. Unter der Regie von Werner Schroeter spielte Zhukov in dem Kinofilm Diese Nacht, der auf den Filmfestspielen in Venedig gezeigt wurde.
Gemeinsam mit Stefanie Elbers entwickelt er unter anderem am FFT Düsseldorf partizipative  Tanztheaterstücke mit Jugendlichen. Entstanden sind dabei zuletzt Work in Progress, All about love und !Silence!.
Oleg Zhukov lebt in Köln. Neben seiner Muttersprache Russisch spricht er fließend Deutsch und Polnisch.

## Filmografie (Auswahl)
- 2006: Atome
- 2006: Show Time (Kurzfilm)
- 2007: Dr. Psycho – Die Bösen, die Bullen, meine Frau und ich – Der polnische Maulwurf
- 2007: Tatort – Spätschicht
- 2008: Moonlight (Kurzfilm)
- 2008: Diese Nacht
- 2008: Martha (Kurzfilm)
- 2008: Tatort – Krumme Hunde
- 2009: Familie Dr. Kleist – In höchster Not
- 2011: Tatort – Unter Druck
- 2014: Der letzte Mentsch
- 2015: Die Füchsin: Dunkle Fährte
- 2016: Über Barbarossaplatz
- 2018: Tatort – Tod und Spiele